# کانن ئی‌اواس ۵۰۰
کانن ئی‌اواس ۵۰۰ (به انگلیسی: Canon EOS 500) یک دوربین عکاسی تک‌لنزی بازتابی ساخت شرکت کانن است.